# Kujava Radenović
Kujava Radinović (en serbio: Кујава Радиновић) fue la segunda esposa del rey Esteban Ostoja de Bosnia y, como tal, fue reina de Bosnia de 1399 a 1404 y nuevamente de 1409 a 1415. Era hija del noble Radin Jablanić.

## Reina consorte de Bosnia
Kujava se casó con el rey Esteban Ostoja Kotromanić en 1399, poco después de que repudiara a su primera esposa, la reina Vitača. Ostoja obtuvo el apoyo de la noble familia de Radinović-Pavlović al casarse con Kujava, ya que estaban estrechamente relacionados con la nueva reina consorte. Kujava era prima hermana del duque Pavle Radinović. Kujava es mencionada por primera vez como reina en una carta que data del 5 de febrero de 1399. La reina Kujava residía en Bobovac junto con su esposo e hijo, Esteban Ostojić. Cuando su esposo fue depuesto por la poderosa nobleza bosnia en 1404, dejó Bobovac y huyó a Hungría, pero Kujava y Esteban permanecieron en Bosnia. La corona fue entregada al sobrino de Kujava, el rey Tvrtko II. El mismo Tvrtko II fue depuesto en 1409 cuando el esposo de Kujava regresó del exilio y reanudó el trono. 
El matrimonio de la reina Kujava comenzó a desmoronarse en 1415. El duque Pavle Radinović, primo de Kujava, fue asesinado en un complot organizado por el marido de Kujava. Las autoridades de la República de Ragusa fueron informadas de que la reina de Bosnia estaba preocupada por su futuro debido a su relación con Pavle. El duque Hrvoje Vukčić Hrvatinić murió poco después, dejando atrás a una viuda rica, Jelena Nelipčić. Aprovechando la oportunidad, Ostoja se divorció de Kujava y se casó con la duquesa viuda Jelena. Su complicidad en el complot y asesinato de Pavle Radinović indignó a los magnates, quienes lo denunciaron duramente en el stanak. El historiador raguseo del siglo xvi, Mavro Orbini, escribió que incluso su hijo se puso del lado de él, resentido por el trato de su madre y la unión con Jelena.
En 1418, el ex marido de Kujava murió y su hijo fue elegido rey. Kujava ahora era reconocida como reina madre y de repente se volvió muy influyente y poderosa, gobernando de facto junto con su hijo. El breve reinado de su hijo estuvo marcado por los conflictos de la reina Kujava con la reina Jelena. Sus conflictos cesaron en el verano de 1419, cuando Esteban encarceló a su madrastra. Jelena murió en circunstancias sospechosas en 1422.

## Intrigas
El hijo de Kujava fue destronado a favor de Tvrtko II en 1420. Murió antes de abril de 1422, cuando Kujava pidió a las autoridades raguseas que intervinieran con Tvrtko en su nombre. Sin embargo, se dedicó a buscar venganza por la deposición de su hijo. Recibió el apoyo de la República de Ragusa durante su hostilidad hacia Tvrtko y conspiró con ciertos magnates para destronarlo. Fracasó en su intento de entronizar a Vuk Banić, un supuesto pariente de la familia real, y Vuk tuvieron que huir a Ragusa junto con otros conspiradores. En marzo de 1423, Tvrtko reprendió a Ragusa por permitir que Vuk intercambiara cartas con su tía, mientras que el propio Vuk sostenía que nunca se había puesto en contacto con ella. La ex reina luego intentó hacer uso de las amargas relaciones entre Tvrtko y algunos de sus vasallos. Con esto en mente, recurrió a Ragusa, pero no está claro qué quería exactamente. Las autoridades raguseas intentaron reconciliarla con Tvrtko y también intervinieron en su favor con Sandalj Hranić Kosača y la familia Zlatonosović. También la ayudaron con sus dificultades financieras. Kujava todavía intrigaba en 1426, manteniendo correspondencia secreta con Vuk. Sin embargo, su influencia en el reino y en el extranjero había disminuido considerablemente. Las autoridades raguseas, habiendo resuelto sus diferencias con Tvrtko, rechazaron su solicitud de ayuda financiera. En 1434, volvieron a enviarle regalos, esta vez a través de un enviado de otro pretendiente, el hijo ilegítimo de su marido, Radivoj Ostojić.
Se descubrieron tres conjuntos de restos en una pequeña tumba en la capilla de Bobovac durante las excavaciones arqueológicas en la década de 1960, aparentemente reenterrados allí durante el reinado de Tvrtko II. Se cree que pertenecen a Kujava, su exmarido y su hijo.